# Петербург. Только по любви
«Петербург. Только по любви» — российский комедийно-мелодраматический киноальманах. Режиссёрами выступили Рената Литвинова, Аксинья Гог, Наталья Назарова, Оксана Бычкова, Наталья Кудряшова, Анна Пармас и Авдотья Смирнова.
Был фильмом открытия 27-го кинофестиваля «Кинотавр» в июне 2016 года. В прокат вышел 22 сентября 2016 года.

## Сюжет
Киноальманах состоит из семи независимых друг от друга новелл, в каждой из которых свои актёры, режиссёры, сценаристы и операторы. Сквозной нитью в новеллах проходят лишь три темы — любовь, Санкт-Петербург и любовь к Санкт-Петербургу.

## Новеллы
- «Сны Иосифа» — режиссёр Рената Литвинова
- «Девочки» — режиссёр Анна Пармас
- «Утро» — режиссёр Оксана Бычкова
- «Селфи» — режиссёр Аксинья Гог
- «Аничков мост» — Наталья Кудряшова
- «Просто концерт» — режиссёр Наталья Назарова
- «Выгул собак» — режиссёр Авдотья Смирнова

## В ролях

### «Сны Иосифа»
- Софья Эрнст — Инна
- Яна Сексте — Люба
- Ульяна Добровская
- Рената Литвинова — Маргарита
- Василий Горчаков — Василий
- Любовь Инжиневская — актриса
- Мари-Луиз Бонди-Бишофберже — Мари-Луиз
- Максим Виторган — актёр в роли Довлатова

### «Девочки»
- Светлана Камынина — Таня
- Надежда Маркина — мать Тани
- Фёдор Лавров — Лебедев, врач УЗИ
- Альбина Тиханова — гардеробщица
- Ирина Соколова

### «Утро»
- Надежда Лумпова — Полина
- Александр Паль — Саша Братов

### «Селфи»
- Анастасия Пронина — Марго
- Никита Смольянинов — Саша
- Эрик Кения — Заза

### «Аничков мост»
- Полина Кутепова — Марина
- Джералд Огер

### «Просто концерт»
- Анна Уколова — Оля
- Маша Уросова — дочь Оли

### «Выгул собак»
- Анна Михалкова — Вера
- Геннадий Смирнов — Андрей
- Михаил Боярский — колдун
- Сергей Уманов — Сергей

## Критика
Киноальманах получил смешанные отзывы кинокритиков.
Юрий Гладильщиков писал: «У фильма — концептуальное завершение. Все женщины из альманаха несчастны в очень красивом Петербурге, кроме той, у которой пока что утро жизни, ещё не столкнувшейся с реальностью».
Борис Иванов охарактеризовал картину как «слабоватая артхаусная подборка короткометражных историй о Петербурге, снятых российскими женщинами-режиссёрами».
Директор фестиваля «Open Cinema» Тамара Ларина писала: «Развлекательный винегрет диапазоном от мелодрамы до анекдота — блюдо негурманское, однако же не арт-хаусом единым сыт киноман. Коль скоро альманах кроме города и гендера ничем не объединен, то и оценивать его стоит как семь отдельных короткометражек».
Денис Рузаев из Timeout.ru писал: «Коллективный портрет редко получается аутентичным, но то и дело прибегающий к открыточным пейзажным интерлюдиям „Петербург“ смотрится собранием даже не посвящений, а анекдотов. С соответствующим набором штампов».
Алиса Таёжная из The Village писала: «Вы когда-нибудь видели студенческие короткометражки в киношколах? „Петербург: Только по любви“ напоминает их все, только снятые дорого и с участием любимых актёров».
Фильм был включён в число 20 самых заметных российских лент 2016 года по версии Meduza.